# 上田敦夫
上田敦夫，日本漫画家。2010年以前曾经担任漫画家真岛浩的助手，那时候使用名“上田唯”。

## 作品列表
- 獵犬小八（全2冊）
- Dr.PRISONER 死囚醫生（全4冊）（作畫）
- FAIRY TAIL魔導少年 百年任務（作畫）

## 外部連結
- 上田敦夫的X（前Twitter）